# 郎
郎（ろう）は、漢姓のひとつ。『百家姓』の48番目の名字である。2020年の中華人民共和国の統計では人数順の上位100姓に入っておらず、台湾の2018年の統計では296番目に多い姓で、652人がいる。
南匈奴の姓でもある。
満州族の鈕祜禄氏に対応する漢姓である。鈕祜禄は満州語で「狼」を意味するため、同音の雅字の「郎」に置き換えられた。

## 著名な人物
- 郎咸平 - 台湾出身の経済学者。
- 郎平 - 中華人民共和国の元バレーボール選手、現バレーボール指導者。
- ラン・ラン - 中華人民共和国出身のピアニスト。
- 郎永淳 - 中華人民共和国のニュースキャスター。